# عبد الرحيم العطري
عبد الرحيم العطري كاتب وباحث مغربي، أستاذ علم الاجتماع بجامعة سيدي محمد بن عبد الله في فاس.
نشر عددا من الكتب تراوحت بين القصة والشعر وأدب الرحلة والمقالة والدراسات الاجتماعية.

## أعماله[2]
- دفاعا عن السوسيولوجيا، بابل للطباعة، الرباط، 2000

- سوسيولوجيا الشباب المغربي، طوب بريس، الرباط، 2004

- المؤسسة العقابية بالمغرب، دار الكتاب، بيروت، 2005

- صناعة النخبة بالمغرب، دفاتر وجهة نظر، الرباط، 2006

- الليل العاري، قصص من أجل ياسمين، دفاتر الحرف والسؤال، سلا، 2006

- الحركات الاحتجاجية بالمغرب، دفاتر وجهة نظر، الرباط، 2008

- القارة السابعة، قصص، دار غراب للنشر، القاهرة، 2008

- تحولات المغرب القروي: أسئلة التنمية المؤجلة، سلا، 2009

- قرابة الملح: الهندسة الاجتماعية للطعام

- بركة الأولياء: بحث في المقدس الضرائحي

- الرحامنة: القبيلة بين المخزن والزاوية

- سوسيولوجيا الأعيان: آليات إنتاج الوجاهة السياسية

- مدرسة القلق الفكري: بورتريهات السوسيولوجيا المغربية

- سوسيولوجيا السلطة السياسية: آليات إنتاج نفوذ الأعيان،روافد للنشر والتوزيع، القاهرة، 2016

## جوائز وتشريفات
سنة 2017، فاز العطري بجائزة المغرب للكتاب، في صنف العلوم الاجتماعية، وذلك عن كتابه: «سوسيولوجيا السلطة السياسية».

## روابط خارجية
- عبد الرحيم العطري على موقع مؤسسة مؤمنون بلا حدود
- عبد الرحيم العطري على موقع الحوار المتمدن